# Los Angeles County Sheriff's Department
Los Angeles County Sheriff's Department (förkortning: LASD) är sheriff och polismyndighet i Los Angeles County i Kalifornien, USA. LASD, grundad år 1850, är USA:s största sheriffmyndighet med 18 000 anställda, varav 10 000 polisanställda och är den näst största lokala polismyndigheten i USA.

## Uppdrag och organisation
Uppdraget för LASD är utföra polistjänster i de delar av countyt som saknar egna polismyndigheter eller med städer som genom kontrakt låter countyt utföra dess behov av polisverksamhet. Antalet som överlåter ansvar för polis till LASD uppgår till 42 av 88 städer i countyt. LASD ansvarar även för countyts 7 häkten, säkerheten i Los Angeles County Metro Rail samt för säkerheten i de lokala domstolarna i Los Angeles County.
LASD styrs av den folkvalde sheriffen som tillsammans med distriktsåklagaren och assessorn är de enda folkvalda befattningshavarna i countyt, bortsett från de fem ledamöterna i Los Angeles County Board of Supervisors. Val till sheriff i Los Angels County sker vart fjärde år samtidigt med ordinarie val till Kaliforniens guvernör och en person får tjänstgöra som sheriff i högst tre mandatperioder.

## Se även

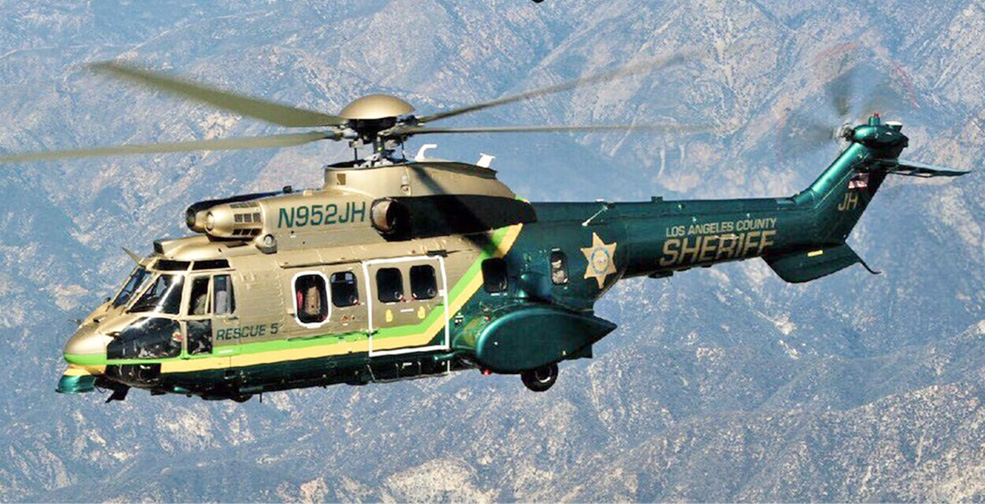
LASD har flera tunga helikoptrar av typ Super Puma som utför räddningsuppdrag.

## Gradbeteckningar

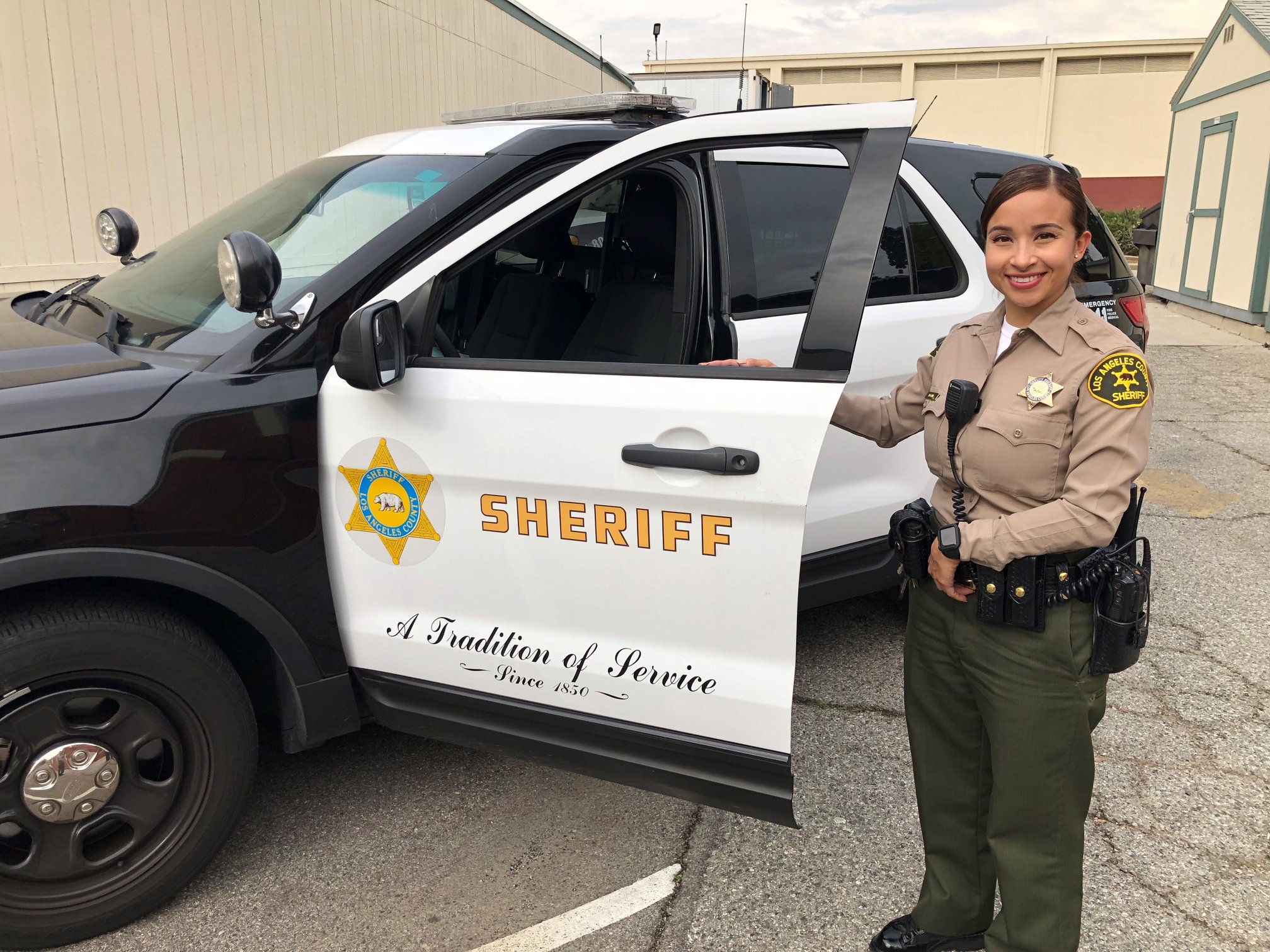
Polis med tjänstefordon, 2018.

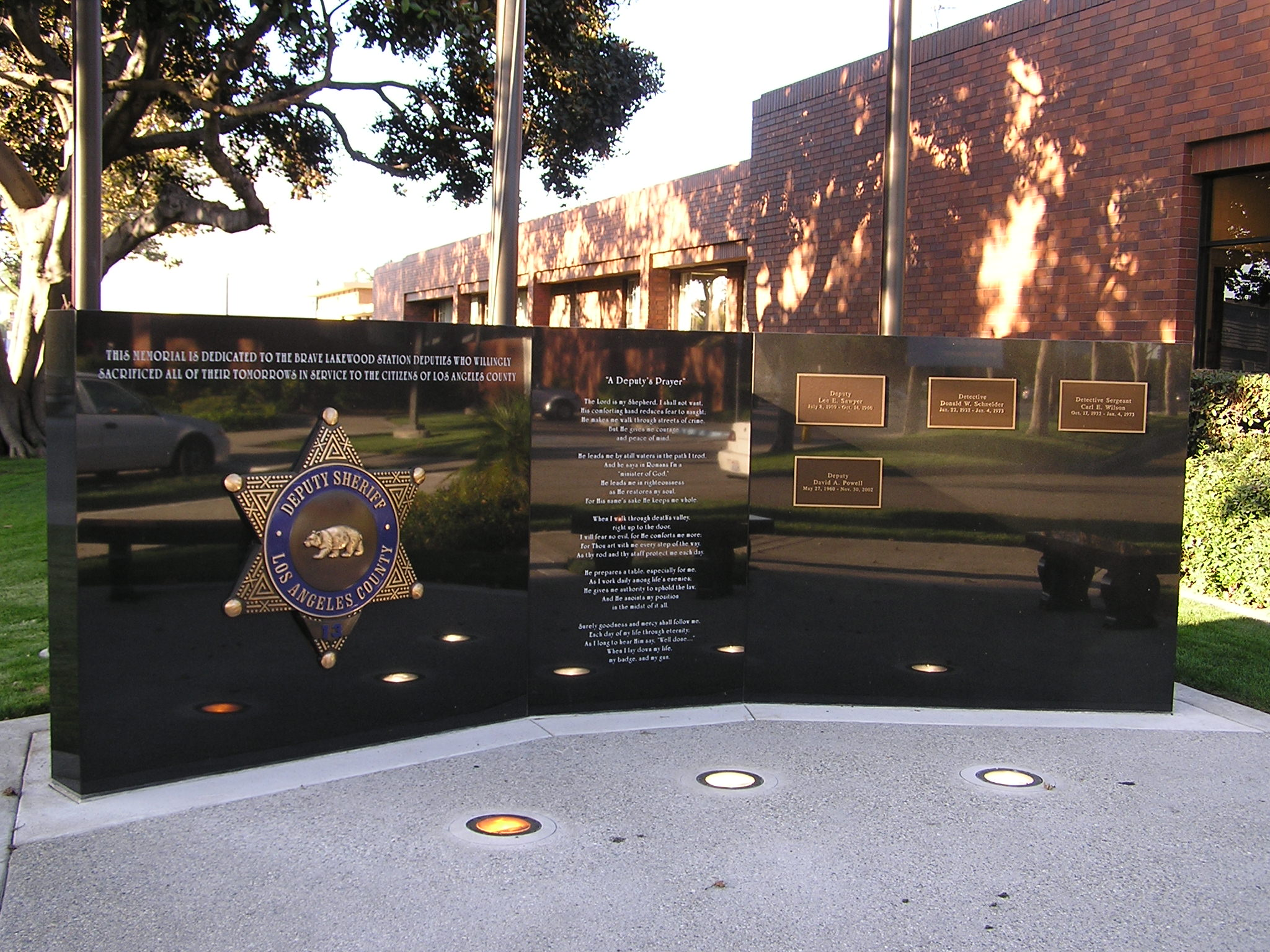
Minnessten utanför stationen i Lakewood över fallna poliser.

| Titel                  | Gradbeteckning       |
| ---------------------- | -------------------- |
| Sheriff                |                      |
| Undersheriff           |                      |
| Assistant Sheriff      |                      |
| Division Chief         |                      |
| Area Commander         |                      |
| Captain                |                      |
| Lieutenant             |                      |
| Sergeant               |                      |
| Deputy Bonus + II      | Master FTO Rank LASD |
| Deputy Bonus + I       |                      |
| Patrol Deputy Sheriff  | Saknas               |
| Deputy Sheriff Trainee | Saknas               |